# Jaromíra Vítková
Jaromíra Vítková (* 6. srpna 1957 Boskovice) je česká politička, od roku 2016 senátorka za obvod č. 49 – Blansko, v letech 2012 až 2020 zastupitelka Jihomoravského kraje, v letech 1998 až 2022 zastupitelka a v letech 2002 až 2016 místostarostka města Boskovice, členka KDU-ČSL.

## Život
Po absolvování Gymnázia Boskovice vystudovala v letech 1976 až 1981 Agronomickou fakultu Vysoké školy zemědělské v Brně (získala titul Ing.).
Následně se vdala a postupně se jí narodili dcera a syn, s nimiž dohromady strávila pět let na mateřské dovolené. Od roku 1987 pracovala v zemědělství. Po listopadu 1989 nastoupila na místo referentky Referátu životního prostředí Okresního úřadu v Blansku. Později zastávala funkci vedoucí Odboru životního prostředí Městského úřadu v Boskovicích a od roku 1998 vedoucí Odboru životního prostředí Magistrátu města Brna. Od roku 2001 působila jako inspektorka České inspekce životního prostředí v Brně. Po komunálních volbách v roce 2002 se stala místostarostkou města Boskovice a tuto funkci zastávala až do konce roku 2016.
Je členkou jednoty Orel Boskovice, Unie katolických žen a střediska Junák v Boskovicích. Ráda rekreačně sportuje, čte pracuje na zahradě, šije a plete. Jaromíra Vítková je vdaná. S manželem Jaroslavem mají dvě děti, dceru Terezu a syna Jaromíra. Žije v Boskovicích.

## Politické působení
Na jaře 1990 vstoupila do tehdy ještě ČSL, ze které se později stala KDU-ČSL. Je předsedkyní Městské organizace KDU-ČSL v Boskovicích, místopředsedkyní okresního výboru Blansko a členkou krajského výboru Brno. Do komunální politiky se pokoušela vstoupit, když v komunálních volbách v roce 1994 kandidovala za KDU-ČSL do Zastupitelstva města Boskovice, ale neuspěla (stala se první náhradnicí). Zvolena byla až ve volbách v roce 1998. Mandát pak obhájila ve volbách v roce 2002, 2006, 2010, 2014 i 2018. V roce 2002 se navíc stala 1. místostarostkou města (dlouhodobě uvolněnou) a v této funkci byla potvrzena v letech 2006, 2010 a 2014. Tuto funkci vykonávala do konce roku 2016. Po volbách v roce 2018 se členkou rady města nestala, nicméně se změnou vedení Boskovic v roce 2021 byla znovu zvolena členkou rady.
Za KDU-ČSL kandidovala také do Zastupitelstva Jihomoravského kraje. Ve volbách v roce 2004 a 2008 zvolena nebyla (skončila jako první, resp. třetí náhradnice), nakonec uspěla až ve volbách v roce 2012. Působila jako členka Výboru pro regionální rozvoj, členka Rady pro rozvoj lidských zdrojů a předsedkyně Komise pro sociální věci a rodinu. V krajských volbách v roce 2016 obhájila za KDU-ČSL post zastupitelky Jihomoravského kraje.
Pokoušela se také dostat do Poslanecké sněmovny PČR, když za KDU-ČSL kandidovala v Jihomoravském kraji ve volbách v roce 2010 a 2013, ale ani jednou neuspěla.
Ve volbách do Senátu PČR v roce 2016 kandidovala za KDU-ČSL v obvodu č. 49 – Blansko. Se ziskem 18,73 % hlasů postoupila z prvního místa do druhého kola, v němž porazila poměrem hlasů 61,06 % : 38,93 % kandidáta ODS Jana Machače. Stala se tak senátorkou.
V krajských volbách v roce 2020 kandidovala symbolicky na předposledním 69. místě na kandidátce KDU-ČSL v Jihomoravském kraji, ale neuspěla.
Ve volbách do Senátu PČR v roce 2022 obhájila za KDU-ČSL v rámci koalice SPOLU (tj. ODS, KDU-ČSL a TOP 09) mandát senátorky v obvodu č. 49 – Blansko. V prvním kole vyhrála s podílem hlasů 30,79 %, a postoupila tak do druhého kola, v němž se utkala s kandidátem hnutí ANO Antonínem Žirovnickým. V něm zvítězila poměrem hlasů 65,36 % : 34,63 %, a obhájila tak mandát senátorky.
V Senátu je členkou Senátorského klubu KDU-ČSL a nezávislí, Stálé komise Senátu pro rozvoj venkova, Podvýboru pro zemědělství Výboru pro hospodářství, zemědělství a dopravu a místopředsedkyní Výboru pro vzdělávání, vědu, kulturu, lidská práva a petice.
V komunálních volbách v roce 2022 kandidovala do zastupitelstva Boskovic z 23. místa kandidátky subjektu „SPOLU Boskovice (ODS, KDU-ČSL, TOP 09)“. Mandát zastupitelky města se jí však nepodařilo obhájit.